# Phusro
Phusro es un municipio (nagar parishad) de la India situado en el distrito de Bokaro, en el estado de Jharkhand. Según el censo de 2011, tiene una población de 89 178 habitantes.